# Baranavický rajón
Baranavický rajón (bělorusky Баранавіцкі раён, ukrajinsky Барановицький район, rusky Барановичский район) je územně-správní jednotkou na severu Brestské oblasti v Bělorusku. Administrativním centrem rajónu je město Baranavičy (bělorusky Баранавічы, rusky Барановичи).

## Administrativní dělení
Rajón se dělí na městské sídlo Haradzišča, 243 sídel, 14 vesnických rad (selsovětů): Vjalikalucký, Volnaŭský, Haradziščanský, Žamčužněnský, Krošynský, Ljasňanský, Malachavěcký, Milavidský, Moŭčadský, Navamyšský, Padhornaŭský, Palanečkaŭský, Palonkaŭský, Pačapaŭský a Stalovický. V 26. června 2013 bylo zrušeno 8 selsovětů: Hirmantaŭský, Karčoŭský, Kaŭpěnický, Mjadzrněvický, Palaněčkaŭský, Pětkavický, Cješaŭljanský a Ucjoský selsovět.

## Historie
Rajón byl založen 15. ledna 1940 pod názvem Navamyský rajón, v roce 1957 byl přejmenován a nese své současné jméno. Na konci roku 1962 byl rajón rozšířen o území bývalého Haradziščanského rajónu.

## Geografie
Rajón se nachází v severní části Brestské oblasti, na jihu hraničí s Ivacevickým rajónem a na jihovýchodě s Ljachavickým rajónem v Brestské oblasti, na východě s Ňasvižským rajónem v Minské oblasti, na severu s Karelickým rajónem a Navahradzkým rajónem, na severozápadě s Dzjatlaŭským rajónem a na západě s Slonimským rajónem v Hrodenské oblasti.
Povrch rajónu je kopcovitý a rovinatý, dominuje výška 180 až 240 metrů nad mořem. Velká část rajónu se nachází na území Baranavické roviny, jeho severní část leží na svazích Navahrudské vysočiny. Nejvyšším bodem rajónu je kopec s výškou 267 m nedaleko obce Zjaljonaja.
Největšími řekami jsou Ščara s přítoky Myšanka, Lachazva, Isa, na severu řeka Servač a na severozápadě Moŭčadz. Na území rajónu leží nádrž Hać a jezera Kaldyčeŭskaje a Damašeŭskaje. Lesy pokrývají 33 % jeho území, bažiny zabírají 18,7 tisíc ha. Na území rajónu se částečně nachází Baranavická biologická rezervace a chráněná přírodní památka Karčoŭské duby.
Celková výměra zemědělské půdy činí 117 000 ha, včetně 18 600 odvodněných hektarů. Mezi nejrozšířenější patří podzolové, bažinato-podzolové a bažinaté rašelinové půdy.
Rajón disponuje ložisky rašeliny, stavebního písku, jílu, písku a štěrku.

## Obyvatelstvo
Počet obyvatel — 1990: 55 400, 1995: 52 800, 2003: 47 800. Národnostní složení obyvatelstva bylo v roce 1999 následující: Bělorusové — 83,1 %, Poláci — 9,0 %, Rusové — 6,0 % a ostatní — 1,9 %.

## Klima
Průměrná teplota v lednu je -6,1 °C, v červenci 18 °C. Roční úhrn srážek činí 630 mm. Vegetační doba trvá 193 dnů.

## Ekonomika
Hlavním oborem zemědělství je chov dobytka pro maso a mléko (skot, prasata, ovce), chov drůbeže a pěstování brambor, cukrové řepy, obilovin, lnu, zeleniny. Průmysl rajónu zastupují podniky pro výrobu paliv (briket), dřevozpracující průmysl (řezivo) a potravinářský průmysl.
K nejvýznamnějším podnikům v rajónu patří farma «Ўсходняе» (obec Sjeŭruki), bělorusko-ruský závod na výrobu nábytku «Дыпрыз» (obec Uznohі), Баранавіцкая птушкафабрыка (obec Rusіno), drůbeží farma «Дружба» (obec Žamčužny), státní kombinát «Мір» (sídlo Mir) a rašeliništní společnost «Каўпеніца» (sídlo Kastryčnicki).

## Doprava
Rajónem prochází železniční trať Moskva — Minsk — Brest, Vilnius — Luniněc, Mahiljoŭ — Vaŭkavysk — Asipovičy a silniční spojení Moskva — Brest, Kobryn — Ivacevičy — Stoŭbcy, Baranavičy — Slonim — Hrodna, Baranavičy — Palonka — Slonim, z Baranavičy na Navahrudak, Ljachavičy, Ňasviž.

## Pamětihodnosti

### Přírodní památky
- Karčoŭskija duby

- Kámen filaretů

### Architektonické památky
- Kostel Nejsvětějšího srdce Ježíšova (19. — 20. století) a Kostel svatého Jana Křtitele (18. století) v obci Stalovičy

- Zámek rodiny Radziwiłłů a Kostel svatého Jiří v obci Palaněčka

- Preobražensky kostel (počátek 19. století) a spaso-preobraženský chrám (polovina 19. století) v obci Novaja Myš

- Kostel Svatého Kříže a církev (18. století) v městském sídle Haradzišča

- Památeční kaple na místě Milavidské bitvy 1863 nedaleko obce Milavidy

- Komplex zámku a parku rodiny Katlubajů v obci Jastramběl

### Galerie

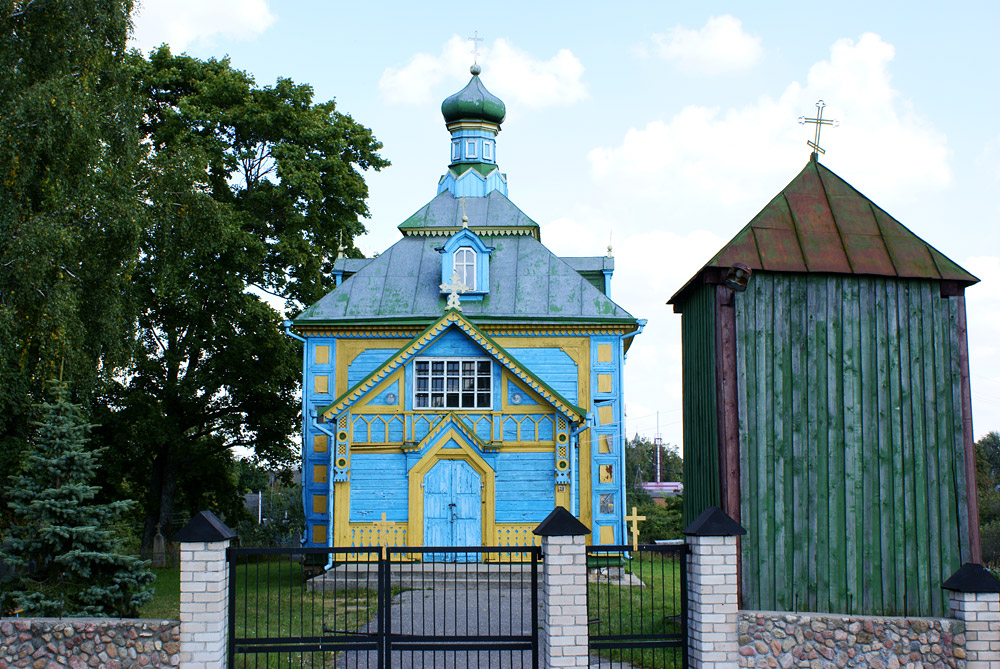
Kostel Svatého Kříže v městském sídle Haradzišča
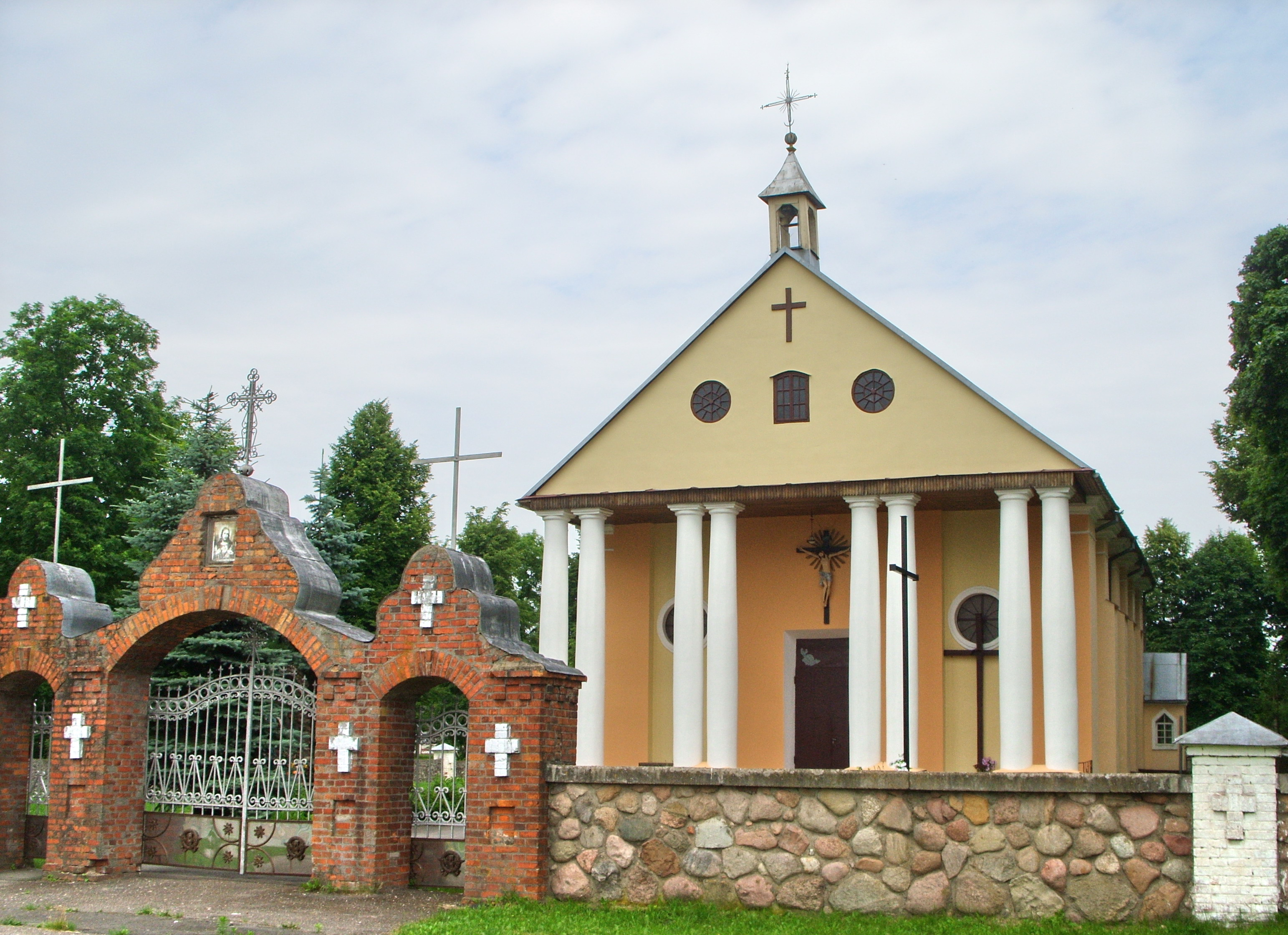
Preobražensky kostel v obci Novaja Myš
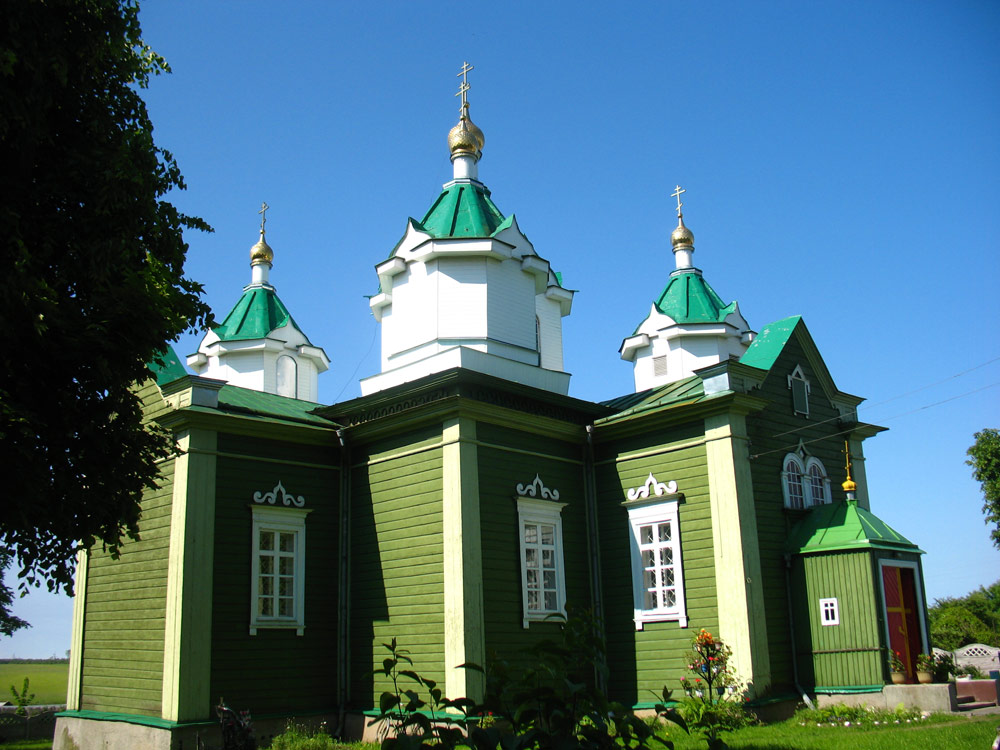
Spaso-preobraženský chrám obci Novaja Myš
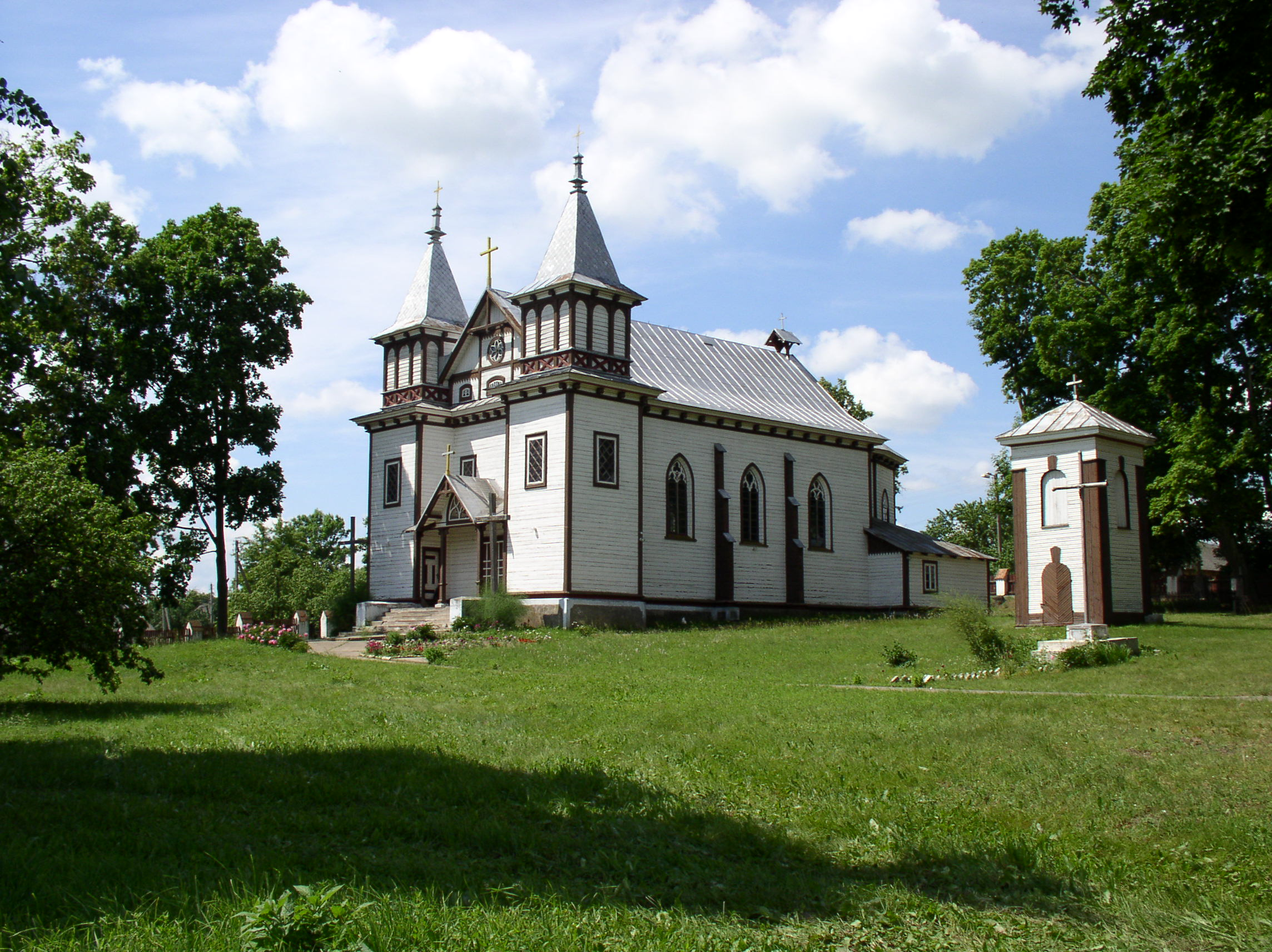
Kostel svatého Jiří v obci Palaněčka
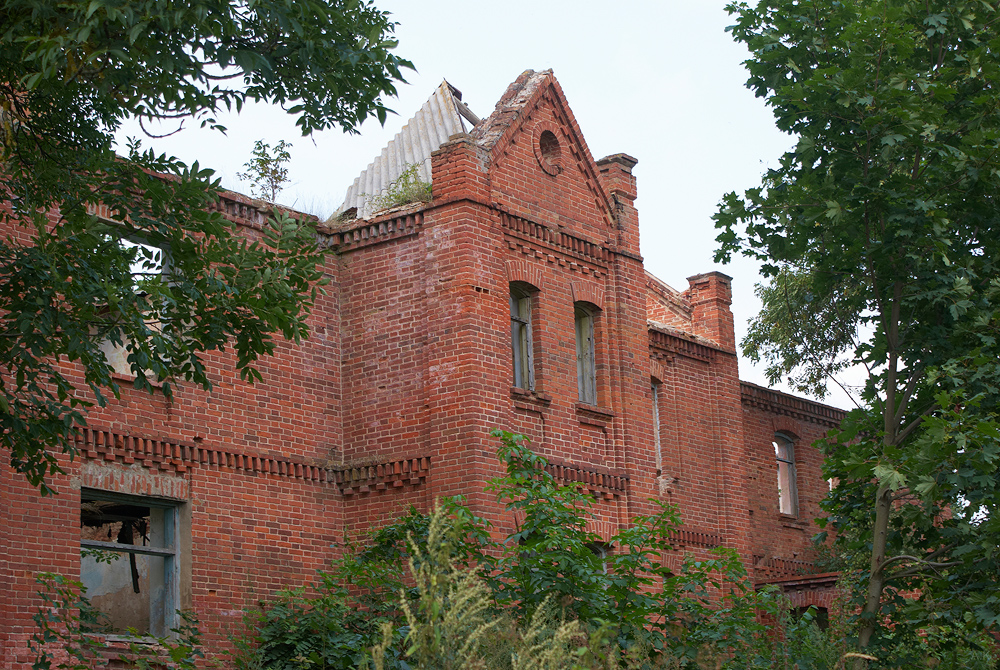
Komplex zámku a parku rodiny Laškjevičů v obci Stajki

## Významní rodáci
- Michail Ihnatavič Arjeryn (Міхаіл Ігнатавіч Аверын, 1891—1943) — státník Běloruské SSR

- Hrdinové socialistické práce: Aljaksandr Mitrafanavič Babko (Аляксандр Мітрафанавіч Бабко, 1932 Dubroŭna) — 1972, Bahuslaŭ Bahdanavič Vilčkoŭski (Багуслаў Багданавіч Вільчкоўскі, 1928 Pahuljanka — 1964) — 1966, posmrtně, Mikalaj Ljavoncjevič Vjaljenka (Мікалай Лявонцьевіч Вяленка, 1898 Zalessje — 1975) — 1949

- Aljaksandr Andrejevič Danilievič (Аляксандр Андрэевіч Данілевіч, 1877 Moŭčadź — 1954 Vilnius) — pedagog, matematik, spisovatel

- Rascislaŭ Afanasjevič Žmojdzjak (Расціслаў Афанасьевіч Жмойдзяк, 1936 Jažony) — geograf, kartograf a zasloužený pracovník školství Běloruska, profesor a děkan fakulty geografie Běloruské státní univerzity (1983—1998)

- Nina Symonaŭna Zahorskaja (Ніна Сымонаўна Загорская, 1940 Zahorje) — běloruská básnířka, autorka básnických sbírek Radar (1975), Javar (1982), Mně dobra z vami (1989)

- Ivan Platonavič Kreň (Іван Платонавіч Крэнь, 1936 Kuzjavičy — 2014 Hrodna) — běloruský historik

- Andrej Rymša — velkolitevský básník 2. poloviny 16. století, psal ve staroběloruštině, polštině a latině, jeden z vícejazyčných spisovatelů